# Malvika Sharma

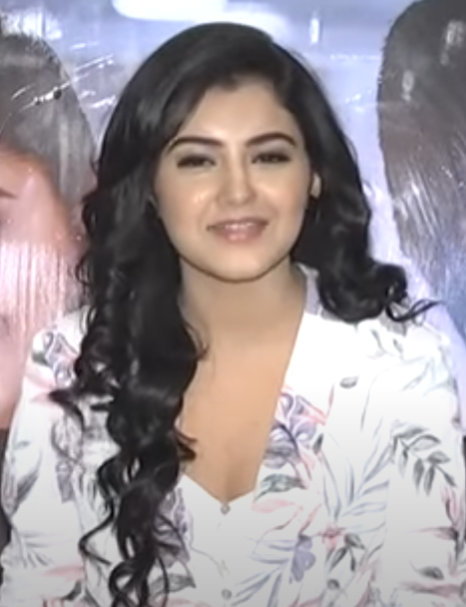
Malavika Sharma

Malvika Sharma (Marathi मालविका शर्मा; * 26. Januar 1999 in Mumbai) ist eine indische Schauspielerin.

## Leben und Karriere
Sharma wurde am 26. Januar 1999 in Mumbai geboren. Sie schloss ihr Studium am Rizvi Law College mit einem Bachelor of Laws mit Spezialisierung auf Kriminologie ab. Ihr Debüt gab sie 2018 in dem Film Nela Ticket. Anschließend bekam sie 2021 in dem Film Red eine Hauptrolle.
Außerdem spielte sie 2022 in Coffee with Kadhal mit. Unter anderem wurde Sharma 2024 für den Film Bhimaa gecastet. Im selben Jahr trat sie in Harom Hara auf.

## Filmografie
- 2018: Nela Ticket
- 2021: Red
- 2022: Coffee with Kadhal
- 2024: Bhimaa
- 2024: Harom Hara